# الخطوط الجوية المتحدة رحلة 232
الخطوط الجوية المتحدة الرحلة 232 كانت رحلة مجدولة من مطار ستابلتون الدولي، دنفر، كولورادو نحو مطار أوهير الدولي في شيكاغو، و أخيرا مطار فيلادلفيا الدولي في 19 يوليو 1989، طائرة ماكدونل دوغلاس دي سي - 10 التي تحمل رقم تسجيل (N1819U) تحطمت أثناء هبوطها الاضطراري في مدينة سو، آيوا، وذلك عند فشل المحرك الثاني المثبت في الذيل مما أدى إلى فقدان نظام التحكم في الطائرة|التحكم في الطائرة، من أصل 296 راكب نجا 185 ، فيما لقي 111 راكب حتفهم، رغم عدد الوفيات فالحادث اعتبر مثالا ناجحا في العمل المتناسق بين طاقم الطائرة.
بالإضافة لكارثتي الخطوط الجوية التركية الرحلة 981 والخطوط الجوية الأمريكية الرحلة 191، فالحادث أدى إلى زيادة تلطيخ سمعة تاريخ طائرة دي سي 10 الحافل بالمشاكل .

## التحقيقات
في غضون ساعات كان المجلس الوطني لسلامة النقل في مسرح الحادث، منذ بداية التحقيقات بدا من الواضح أن شفرات توربين المحرك رقم 2 (المثبت في الذيل) المصنوعة من مزيج التيتانيوم كانت مفقودا في مكان التحطم، بالرغم من البحث الكثيف عن القطعة الذي استمر لأسابيع فالمحققون لم يعثروا عليها، يعتقد المحققون أن القطعة المفقودة قد تكون الإجابة على الحادث، فتقوم شركة جنرال إلكتريك بعرض مكافأة مالية قدرها 50.000 دولار أمريكي لمن يجد القطعة و 1.000 دولار للشفرة الواحدة، في 10 أكتوبر 1989 ثلاثة أشهر بعد الحادث يتم إيجاد القطعة من طرف المزارعة جينيس سورينسون .
نتائج فحص القطعة مكنت المحققين من معرفة سبب الحادث وهي شائبة أو فشل في المعدن المصنوع منه التوربين، فتم تتبع أصل صب سبيكة التيتانيوم الأول في عام 1971 ، التيتانيوم عندما يُميع يتفاعل مع الهواء ليخلق مواد شائبة، مما خلق شق بدأ يزداد مع كل رحلة ومع كل دورة للمحرك كان يزداد الضغط حتى فشل المعدن وأدى إلى انقسام مروحة التوربين إلى شطرين .
عند انفجار المحرك أصابت الشظايا الأنابيب الهيدروليكية التي تتحكم في الطائرة مما أدى إلى فقدان السائل الهيدروليكي بالكامل والذي يعد أمرا شبه مستحيل، فقام الطاقم بإيصال الطائرة بصعوبة لمطار مدينة سو بتوجيه الطائرة المنكوبة بالاعتماد على المحركين الأول والثالث المثبتين في الجناحين فقط، وعند اقتراب الطائرة من المدرج فقد الكابتن السيطرة عليها فارتطمت بالمدرج بقوة مما أدى إلى إتقسامها لثلاثة أجزاء.